# Eugenia victoriana
Eugenia victoriana är en myrtenväxtart som beskrevs av José Cuatrecasas. Eugenia victoriana ingår i släktet Eugenia och familjen myrtenväxter.
Artens utbredningsområde är Colombia. Inga underarter finns listade i Catalogue of Life.